# قیمت رای گوپتا
قیمت رای گوپتا (انگلیسی: Qimat Rai Gupta؛ ۱ ژانویهٔ ۱۹۳۷ – ۷ نوامبر ۲۰۱۴) کارآفرین اهل هند بود، که در سال ۱۹۵۸ شرکت هاولز را تأسیس کرد.